# Studnia w Giewoncie
Studnia w Giewoncie – jaskinia w Dolinie Kondratowej w Tatrach Zachodnich. Ma dwa otwory wejściowe położone w zachodniej części Długiego Giewontu, w pobliżu Szczerby. Górny otwór znajduje się w grani na wysokości 1855  metrów n.p.m., dolny w ścianie opadającej do Doliny Kondratowej, w pobliżu jaskini Ruda Nyża, na wysokości 1848 metrów n.p.m. Długość jaskini wynosi 7 metrów, a jej deniwelacja 6,5 metrów.

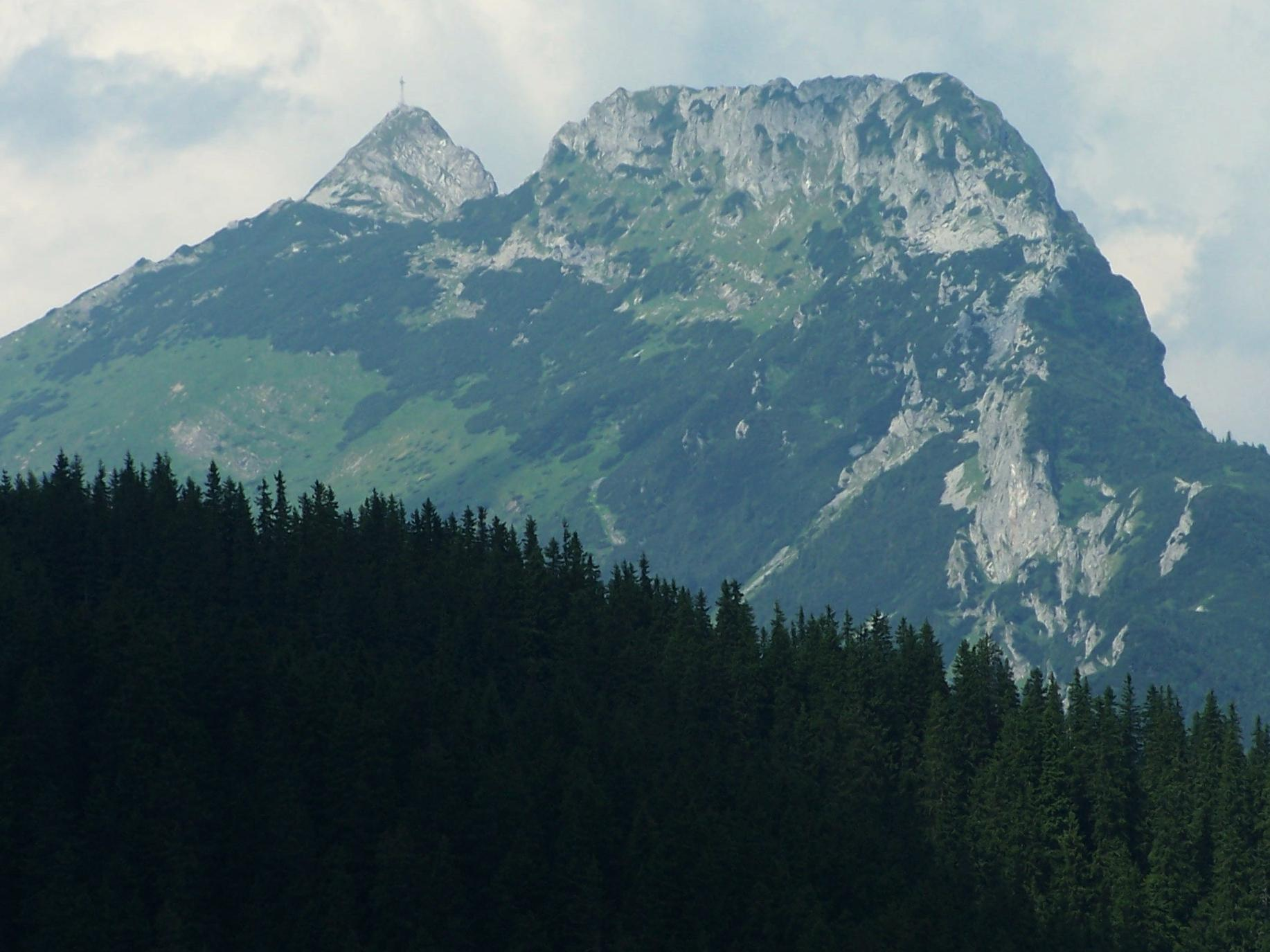
Długi Giewont od strony Doliny Kondratowej

## Opis jaskini
Jaskinię tworzy prawie pionowa, szczelinowa studnia zaczynająca się w grani, w górnym, dużym otworze, a jej dnem jest skalna półka w ścianie (dolny otwór) opadającej do Doliny Kondratowej.

## Przyroda
W jaskini brak jest nacieków. Na ścianach rosną mchy i porosty.

## Historia odkryć
Jaskinia była znana od dawna. Pierwszą wzmiankę o niej opublikował Mariusz Zaruski w 1914 roku. Plan i opis sporządził W.W. Wiśniewski w 1989 roku.